# Индже войвода (село)
Тази статия е за село Индже войвода. За хайдутина вижте Индже войвода
Индже войвода е село в Югоизточна България. То се намира в община Созопол, област Бургас. До 1934 година името на селото е Урумкьой.

## География
Селото е разположено край малката Изворска река, на 36 км южно от Бургас, 34 км от Малко Търново и 3 км западно от международния път „Е-87“ от Бургас за Малко Търново. Намира се в северното подножие на Босненския рид, в горното течение на река Изворска.
Селото се намира в нископланинския район на Странджа и е обградено от широколистни гори. Към момента (2022 г.) населението на селото е 283 жители.

## История
За първи път селото се споменава през 1731/32 г. с името Урум (Гръцко село), а по-късно Урум кьой. Смята се, че първите му заселници били кошничари „кариоти“ – погърчени българи, но селото е основано вероятно около средата на 1600 г. Според Константин Иречек селището е основано от гърчеещи се българи (караити), пристигнали от Елховския и Тополовградския райони. Така сред чисто българските села, в тази част на Странджа се появило гръцкото село Урум кьой, което местното християнско население не приело с добри чувства.
През 1934 г. името на село Урум кьой е заменено съгласно заповед №2820/обн. от 14 август 1934 г. с Индже войвода, на името на войводата Индже от началото на ХІХ век. В къщата, където той е ранен, има поставена паметна плоча.
В Индже войвода до 1877 г. основен поминък на местните жители е животновъдството – овце, кози и по-малко говеда, дърводобив и малко земеделие.
По време на Освобождението, трагична била съдбата на Урумкьово, където между другото, черкези и турци извършвали големи безчинства към момичета и момчета на по 8 г., след което ги убивали. След Освобождението с. Урум кьой по силата на Берлинския договор остава в пределите на Източна Румелия. Границата преминава непосредствено от южната страна на селото. След Съединението на Княжество България с Източна Румелия през 1885 г., селото е към България.
Селското общинско управление е създадено през април 1881 г. и дълги години се е помещавало, в стар турски хамбар. Дотогава селото е причислено към с. Вършило. Село Урум кьой е самостоятелна община от 1900 до 1934 г. През 1927 г. започва прокарването на 3 км. шосе от разклона на пътя Бургас-Малко Търново до селото. През 1934 г. общината с 1600 души население се закрива и селото е прехвърлено към с. Зидарово, а от 1937 г. към с. Крушевец. След 1940 г. кметството се премества в сградата на старото училище, а от 1946 г. до 1958 г. е Самостоятелен народен съвет. След това до 1979 г. е към Селски общински народен съвет с. Извор. Оттогава насам е към Община Созопол.
Първото училище „Св. св. Кирил и Методий“ се открива в края на ХІХ в. Сградата му е завършена през 1940 г. В селото идват за учители прогресивни хора от Странджа и страната, които организират разнообразен културен живот. През 1885 г. започва строежът на църквата „Св. пророк Илия“ и се завършва през 1890 г. Първият български свещеник от 1888 г. е поп Никола, след него от 1893 г. до 1905 г. е Хр. Димитров. През 1941 – 1943 г. свещеник е К. Иванов. Ремонти за извършвани през 1924, 1926 и 1960 г. През втората половина на ХХ В. църквата е изоставена и полуразрушена. След събрани дарителски средства е открита през 2001 г. В селото има три параклиса – „Св. Илия“ – открит на 20.07.2006 г. „Св. Елена“; „Св. Георги“; на около 4 км от селото посока Бургас се намира параклис „Св. Георги“.
През 20-те години на XX век в селото за кратко съществува толстоистка колония. По-късно през 1928 г. е открито читалище „Наука“. Горска кооперация „Босна“ – Урум кьой е основана през 1928 г. От 1932 г. се присъединява към Странджанския районен горско-кооперативен съюз. След демократичните промени се създава земеделска кооперация, която през 2000 г. е ликвидирана.
В Отечествената война 1944 – 1945 г. от селото участват следните: Стоян Шурелов, Ст. Шейретов, Хр. Димитров, Ж. Колибаров, Ив. Тонев, Т. Сазанов, като граничар през 1952 г. е убит Ж. Жеков. Родом от Индже войвода е Иван Щерев – един от 44-та антифашисти, останали в историята с бягството, организирано през 1925 г. от превърнатия в затвор манастир на остров Св. Анастасия.

## Население

### Етнически състав
Преброяване на населението през 2011 г.
Численост и дял на етническите групи според преброяването на населението през 2011 г.:
|                     | Численост |
| Общо                | 185       |
| Българи             | 18        |
| Турци               | -         |
| Цигани              | _         |
| Други               | -         |
| Не се самоопределят | -         |
| Неотговорили        | 165       |

## Забележителности
- Архитектурен ансамбъл – комплекс от стари къщи от ХІХ в., изградени в странджански архитектурен стил. 62 къщи са обявени за паметници на архитектурата;
- Пещера „Липата“, с дълбочина 41 метра;
- Защитена местност „Казаков вир“ – обявена е през 2003 г. с цел опазване на скални образувания, карстов извор и естествени местообитания на редки растителни и животински видове;
- На 6 август 2016 г. е открита паметна плоча на загиналите от селото във Втората световна война.

## Редовни събития
Ежегодно, в първата събота и неделя на месец август се провежда събор, с народни борби.

## Личности
- Жечка Сланинкова – народна певица
- Живка Папанчева – народна певица
- Никола Кузманов – народен певец
- Петър Свирецов – народен певец
- Виктор Стоянов – Футболист